# Völklingen
Völklingen é uma cidade da Alemanha localizada na Associação Regional de Saarbrücken, estado do Sarre. A cidade situa-se à beira do rio Sarre, perto da cidade Saarbrücken.
A Siderurgia de Völklingen é a única siderurgia em toda a Europa Ocidental e América do Norte que, sendo equipada entre o final do século XIX e começo do século XX, desde então se manteve intacta. A Siderurgia de Völklingen (em alemão: Alte Völklinger Hütte) foi reconhecida em 1994 pela UNESCO como Patrimônio Mundial.
| Imagem: Siderurgia de Völklingen | Völklingen inclui o sítio "Siderurgia de Völklingen", Património Mundial da UNESCO. |  |